# Lainz
Lainz ist ein Teil des 13. Wiener Gemeindebezirks, Hietzing. Der Ort, heute nur mehr Katastralgemeinde im Grundbuchwesen, war bis 1891 eine eigene Vorortgemeinde von Wien.

## Lage
Der historische Ort Lainz bestand aus einigen Gehöften am Lainzer Sattel, dem Durchgang zwischen Wienerwald und Küniglberg entlang der Lainzer Straße. Diese führte zu den nahegelegenen Nachbardörfern Unter-St.-Veit im Norden und Speising im Süden. Das zum Dorf Lainz gehörende Gebiet war kaum größer als gut einen Kilometer im Durchmesser. Der Lainzerbach verläuft heute nur noch unterirdisch als Bachkanal durch den Bezirksteil.

## Geschichte
Im Gebiet von Lainzer Straße und Fasangartengasse verläuft unterirdisch die Trasse einer ehemaligen römischen Wasserleitung zum Legionslager Vindobona. Mehrere Stücke dieser Leitung wurden gefunden und archäologisch dokumentiert.

Lainz und seine Umgebung 1872 (Aufnahmeblatt der Landesaufnahme)

Es konnten Besiedlungen schon im 12. Jahrhundert nachgewiesen werden, der Name „Lainz“ wurde als Lventz nach Czeike 1313 erstmals erwähnt. 1365 schenkte Herzog Rudolf IV. das Dorf, das mit Speising eine Herrschaft bildete, der Propstei St. Stephan, 1411 übergab es Herzog Albrecht V. als Lehen an Peter und Alexius Chrudner. 1421 wurde die Pfarre gegründet.
1527 erhielt Ladislaus von Ratmannsdorf die Herrschaft Lainz von Kaiser Ferdinand I. als Erzherzog von Österreich als Lehen. In den folgenden Jahren sind die Brüder Otto und Alban von Ratmannsdorf als Besitzer bezeugt. Die Ratmannsdorfer sind in Weiz (Steiermark) seit dem 12. Jahrhundert nachgewiesen. 1622 ging Lainz in den Besitz der Gräfin Anna Maria von Ratmannsdorf über; sie heiratete in die Familie Saurau ein, die damit die Herrschaft Lainz übernahm: Sie übergab den Besitz 1637 an ihren Sohn Christoph Alban von Saurau, Erblandmarschall des Herzogtums Steiermark, der das Lehen spätestens 1652 verlor. Es wurde in diesem Jahr von Kaiser Ferdinand III. als Erzherzog von Österreich an Johann Mathias Prücklmayer, Freiherr von Goldegg, übertragen. Später übten, vom Erzherzog belehnt, die Jesuiten und die erzbischöfliche Herrschaft St. Veit die Grundherrschaft aus.
Das Dorf wurde im Zuge der ersten und der zweiten Wiener Türkenbelagerung niedergebrannt und ausgeplündert. Die Barockkirche wurde 1736 an Stelle der notdürftig reparierten Kriegsruine erbaut und gemäß dem damaligen Trend der Gegenreformation der Heiligen Dreifaltigkeit geweiht. Zum Dank dafür, dass Wien weniger stark als befürchtet von Pest- und Choleraepidemien betroffen war, wurden jährliche Dankeswallfahrten in die Dreifaltigkeitskirche von Lainz abgehalten.
Lainz wurde bei der 1748 begonnenen Gebietsreform von Kaiserin Maria Theresia als Erzherzogin von Österreich eine eigenständige, aber nach wie vor einer Grundherrschaft unterstehende Gemeinde mit wenigen Hundert Einwohnern. Der naheliegende Wienerwald diente dem Wiener Adel als Jagdrevier sowie einigen Lainzer Holzknechten als Arbeitsstätte.
1848 / 1849 wurde die feudale Grundherrschaft abgelöst, Lainz wurde 1850 eine autonome Ortsgemeinde des Erzherzogtums Österreich unter der Enns im heutigen Sinn. 1850 wurden die Vorstädte Wiens innerhalb des Linienwalls nach Wien eingemeindet; die Stadt bildete die Bezirke 2–9 und rückte damit Lainz wesentlich näher.
Seit der Gründerzeit verlor Lainz seinen Dorfcharakter, als reiche Geschäftsleute aus Wien hier Villen errichteten, die spätere Lainzer Straße bis Schönbrunn befestigt und 1860 die Verbindungsbahn (siehe Abschnitt Öffentliche Verkehrsmittel) erbaut wurde.
Bei der zweiten großen Stadterweiterung wurden 1890 / 1892 mit einem niederösterreichischen Landesgesetz viele Vororte Wiens am rechten Donauufer eingemeindet und daraus die Bezirke 11–19 gebildet. Dabei wurden die Gemeinden Hietzing (heute auch Alt-Hietzing genannt), Lainz, Speising, Unter-St.-Veit, Ober-St.-Veit und Hacking zum 13. Wiener Gemeindebezirk, Hietzing, zusammengefasst. Bis 1938 zählten weiters die nördlich des Wienflusses gelegenen Orte Penzing, Baumgarten und Hütteldorf zum 13. Bezirk; sie sind seither Teile des 14. Bezirks.
Die bisherige Hauptstraße der Gemeinde Lainz wurde 1894 von (Alt-)Hietzing, wo sie von der Hietzinger Hauptstraße abzweigt, bis zur Kreuzung mit der Verbindungsbahn südlich des Ortes (bei der heutigen S-Bahn-Station Speising) amtlich Lainzer Straße benannt; jenseits der Bahnschranken setzt sich der Straßenzug in der Speisinger Straße fort.
1904 wurde von der Stadtverwaltung das große Versorgungsheim Lainz für alte und pflegebedürftige Menschen im Pavillonsystem errichtet (Dann kummst nach Lainz war viele Jahrzehnte lang in Wien, gegenüber alten Angehörigen ausgesprochen, die Drohung mit dem Altersheim). 1913 wurde auf einem südlich anschließenden Areal das Kaiser-Jubiläums-Spital, heute Krankenhaus Hietzing, eröffnet.
Zur Geschichte von Lainz im 13. Bezirk siehe hier.

## Öffentliche Verkehrsmittel
Verbindungsbahn
1860 wurde die Verbindungsbahn von Wien Meidling an der Südbahn bis Wien Penzing an der Westbahn, heute eine S-Bahn-Strecke, eröffnet. Über sie verkehr(t)en auch Fernzüge, die über Wien hinausgingen, z. B. der legendäre Orient-Express, ursprünglich von Paris nach Konstantinopel. Die Verbindungsbahn hatte für den vor 1945 geführten regionalen Personenverkehr lange Zeit eine Haltestelle namens Lainz zwischen Veitingergasse und Jagdschlossgasse. Die Strecke wird seit 9. Dezember 2012 durch den Lainzer Tunnel entlastet.
Seit 1. Juli 1989 besteht auf der Verbindungsbahn S-Bahn-Betrieb (S 80) mit der Haltestelle Wien Speising am Südrand von Lainz bzw. Nordrand von Speising. (Neben der Station befindet sich eine Haltestelle der Straßenbahnlinie 60.) Hier halten Züge, die nach Nordwesten bis zum Bahnhof Wien Hütteldorf, nach Osten zum neuen Wiener Hauptbahnhof und weiter bis Wien Aspern Nord (Seestadt Aspern) fahren.
Dampftramway
Am 27. Oktober 1883 nahm die Dampftramway-Gesellschaft vormals Krauss & Comp. den Betrieb einer Strecke durch Lainz auf, die von (Alt-)Hietzing nach Perchtoldsdorf südlich von Wien führte und am 12. Mai 1887 bis Mödling verlängert wurde. 1901 wurde sie tagsüber im 30-Minuten-Takt bedient.
Straßenbahn
Am 16. Oktober 1908 wurde auf der bisherigen Dampftramway-Teilstrecke von Hietzing bis Lainz, Jagdschlossgasse, der elektrische Betrieb der Städtischen Straßenbahnen, Linie 59, aufgenommen. Seit 16. April 1911 verkehrt hier auch die Straßenbahnlinie 60, die bis 1926 verschiedene dem Stadtzentrum nähere Ausgangsstationen hatte als Hietzing. Vom 7. August 1912 an wurde auch die Teilstrecke von Lainz nach Mauer bei Wien (1938 eingemeindet) von der Linie 60 elektrisch bedient (seit 24. November 1963 verkehrt der 60er weiter bis Rodaun). Die Linie 59, die ihre Ausgangsstation 1911–1942 besonders zentrumsnah, auf dem Neuen Markt in der Altstadt, hatte und dann zumeist vom Ring, Babenbergerstraße, abfuhr, wurde am 28. Juni 1972 eingestellt. Seither wird Lainz nur vom 60er bedient. Die Endstation des 59ers in Lainz wies keine Umkehrschleife auf, sondern ein direkt neben der alten Lainzer Kirche gelegenes, von beiden Durchfahrtsgleisen erreichbares Abstellgleis, mit Hilfe dessen die Triebwagen umgekuppelt werden und auf dem Garnituren auf ihre fahrplanmäßige Abfahrt warten konnten, ohne durchfahrende 60er-Garnituren zu blockieren.
Beim Geriatriezentrum Am Wienerwald befindet sich seit 22. Dezember 1915 die Endstation der vom Stadtzentrum ausgehenden, am südwestlichen Rand von Lainz verkehrenden Straßenbahnlinie 62 (Ring, Oper–Lainz, Wolkersbergenstraße). Die dortige Umkehrschleife wurde vermutlich in den späten 1950er Jahren gebaut; bis dahin wurde auch dort rangiert und umgekuppelt.

## Lainzer Tunnel
Der nach Lainz benannte, 12,8 Kilometer lange Bahntunnel, der am 9. Dezember 2012 fahrplanmäßig in Betrieb genommen wurde, verbindet die Westbahn, unter dem Lainzer Tiergarten, Ober-St.-Veit, Lainz und Speising verlaufend, mit der Südbahn und der Donauländebahn. Er ersetzt die Verbindungsbahn für den Güterverkehr größtenteils, wodurch der Lärm der Güterzüge an der Strecke weitestgehend wegfallen sollte. Im Personenverkehr dient der Tunnel dazu, internationale Züge, die Wien durchqueren sollen, direkt zum Hauptbahnhof zu führen.

## Lainzer Tiergarten
Der große Lainzer Tiergarten, wesentlicher Teil des Wiener Anteils am Wienerwald, wurde in der Monarchie auf Plänen nur als k.k. Tiergarten oder kaiserlicher Tiergarten eingetragen. Das nach 1918 vom republikanischen Staat nach dem Ort Lainz benannte Areal befand sich als kaiserliches Jagdgebiet nie im Gemeindegebiet von Lainz, sondern gehörte seit 1851 zur neuen Ortsgemeinde Hadersdorf-Weidlingau. Seine heutige Fläche in Wien beträgt 23,6 Quadratkilometer; weitere 0,9 Quadratkilometer liegen in Niederösterreich. Der Tiergarten wurde 1938 vom NS-Regime in Groß-Wien eingemeindet, verblieb nach 1945 in Wien und wurde 1956 Teil des 13. Bezirks. Der Hörndlwald hinter dem Geriatriezentrum Am Wienerwald war bis 1918 ebenso wie die Areale der südlich an ihn anschließenden Friedensstadt und anderer dortiger Siedlungen Bestandteil des Tiergartens; das Areal der „SAT-Siedlung“ an der Speisinger Straße wurde bereits 1912 aus dem Tiergarten ausgegliedert.

## Bauwerke

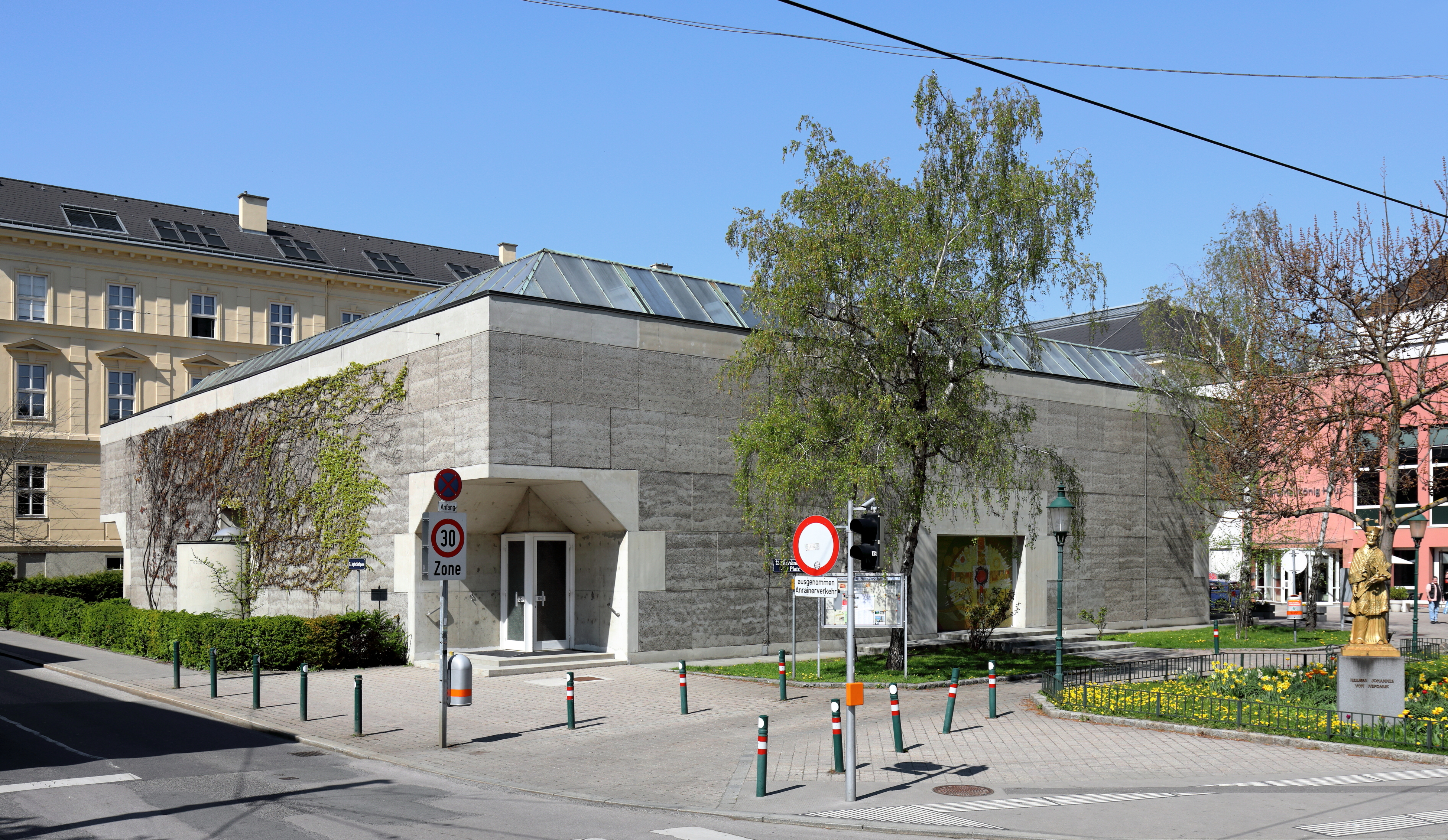
Konzilsgedächtniskirche am Kardinal-König-Platz

Konzilsgedächtniskirche und Kardinal-König-Haus
Das von den Jesuiten 1884 im Lainzer Schlössel eingerichtete Exerzitien- und Bildungshaus Lainz, in den 1990er Jahren neu gebaut, liegt mit dem zugehörigen meditativen Park neben der 1968 eröffneten neuen römisch-katholischen Pfarrkirche, der Konzilsgedächtniskirche Lainz-Speising, an der Ecke Lainzer Straße / Jagdschlossgasse im historischen Lainzer Ortszentrum. Es wurde zur Eröffnung des Neubaus, 1999, nach dem 2004 98-jährig verstorbenen Wiener Kardinal Franz König Kardinal-König-Haus (KKH) benannt und wird von den Jesuiten gemeinsam mit der Caritas der Erzdiözese Wien betrieben.
Syrisch-orthodoxe Kirche St. Ephrem
In unmittelbarer Nähe der katholischen Konzilsgedächtniskirche befindet sich an der Lainzer Straße 154a gegenüber der Abzweigung der Fasangartengasse die frühere Lainzer Pfarrkirche, heute offiziell Syrisch-orthodoxe Kirche St. Ephrem genannt. Die bis 1428 erbaute Kirche, die 1736 neu gebaut wurde, ging 1974 auf Entscheidung von Erzbischof Kardinal Franz König von der römisch-katholischen Kirche an die syrisch-orthodoxe Gemeinde über.
Evangelische Friedenskirche
Nordwestlich des Geriatriezentrums Am Wienerwald befindet sich in der Jagdschlossgasse 44 die 1960 geweihte Evangelische Friedenskirche. Ihr Einzugsgebiet wurde 1961 zur eigenständigen Pfarre erhoben.

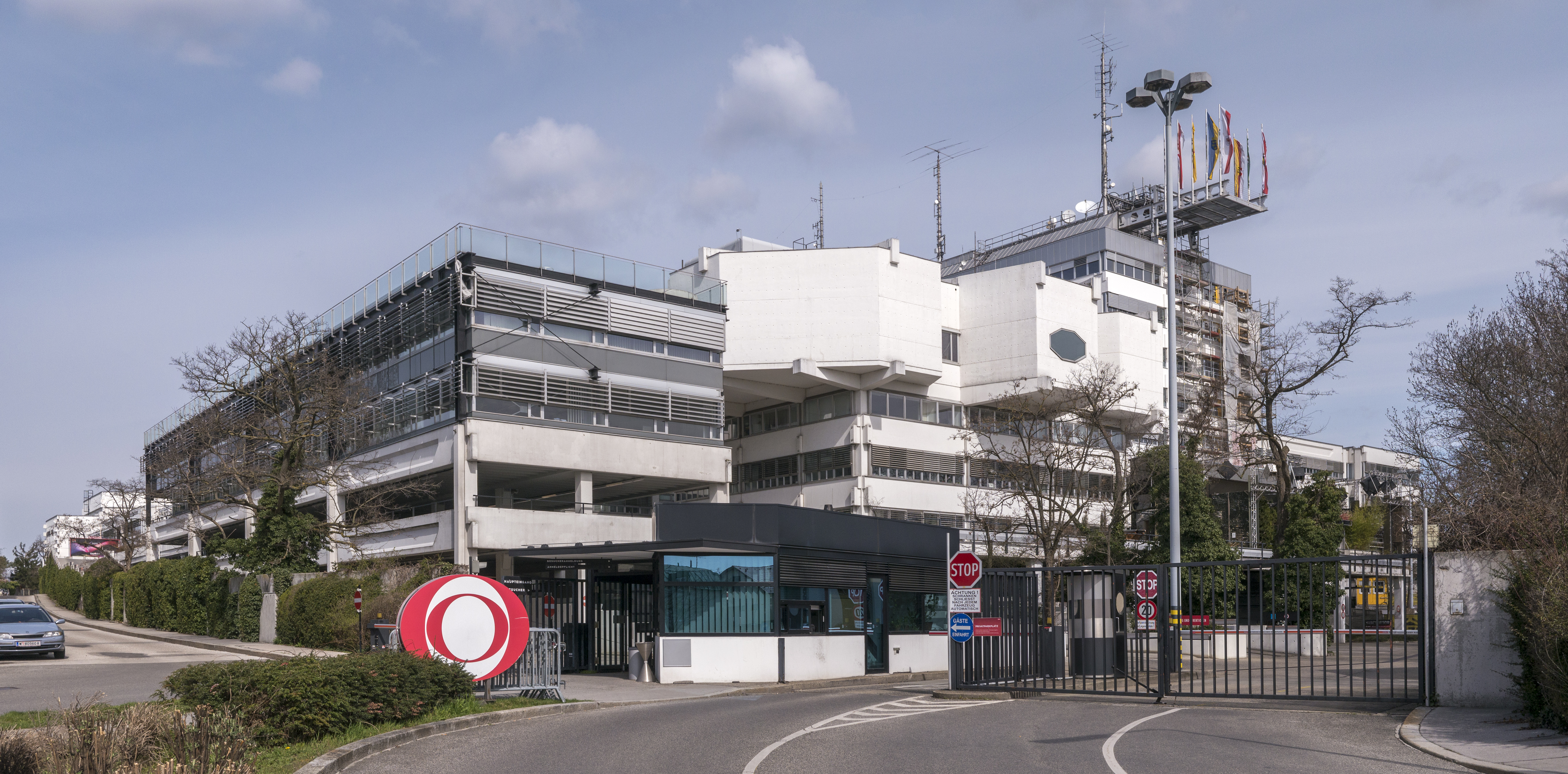
ORF-Zentrum Küniglberg
Auf dem Küniglberg wurde 1938 vom NS-Regime die Flak-Kaserne Küniglberg errichtet. Auf diesem Areal wurde 1968–1975 das ORF-Zentrum, die Zentrale der staatlichen Hörfunk- und Fernsehanstalt, errichtet. Der Bauzustand erforderte die Entscheidung, die denkmalgeschützte Substanz entweder aufwändig zu erneuern oder die Anstalt von hier abzusiedeln. Nach jahrelangen sachlichen und politischen Diskussionen traf der Stiftungsrat des ORF 2014 die Entscheidung, mittelfristig alle Wiener Studios des ORF in das ORF-Zentrum zu integrieren; dieses wird dazu ausgebaut.
Siedlung Küniglberg
Am südöstlichen Rand des Küniglberges befindet sich die Siedlung Küniglberg, eine frühe gemeinsame Arbeit der beiden Wagner-Schüler Heinrich Schmid und Hermann Aichinger, die 1912/13 erbaut wurde. Bauträger war der Siedlungsverein „Ostmark“, sie ist daher auch als Siedlung Ostmark bekannt. Die Häuser sind als Reihenhäuser angelegt und weisen Elemente des Heimatstils auf.
Werkbundsiedlung
Die 1932 zwischen Veitingergasse und Jagdschlossgasse eröffnete Werkbundsiedlung Wien war ursprünglich eine Aufsehen erregende Architekturausstellung und wird bis heute in Architekturführern über Wien erwähnt.
Siedlung Lockerwiese

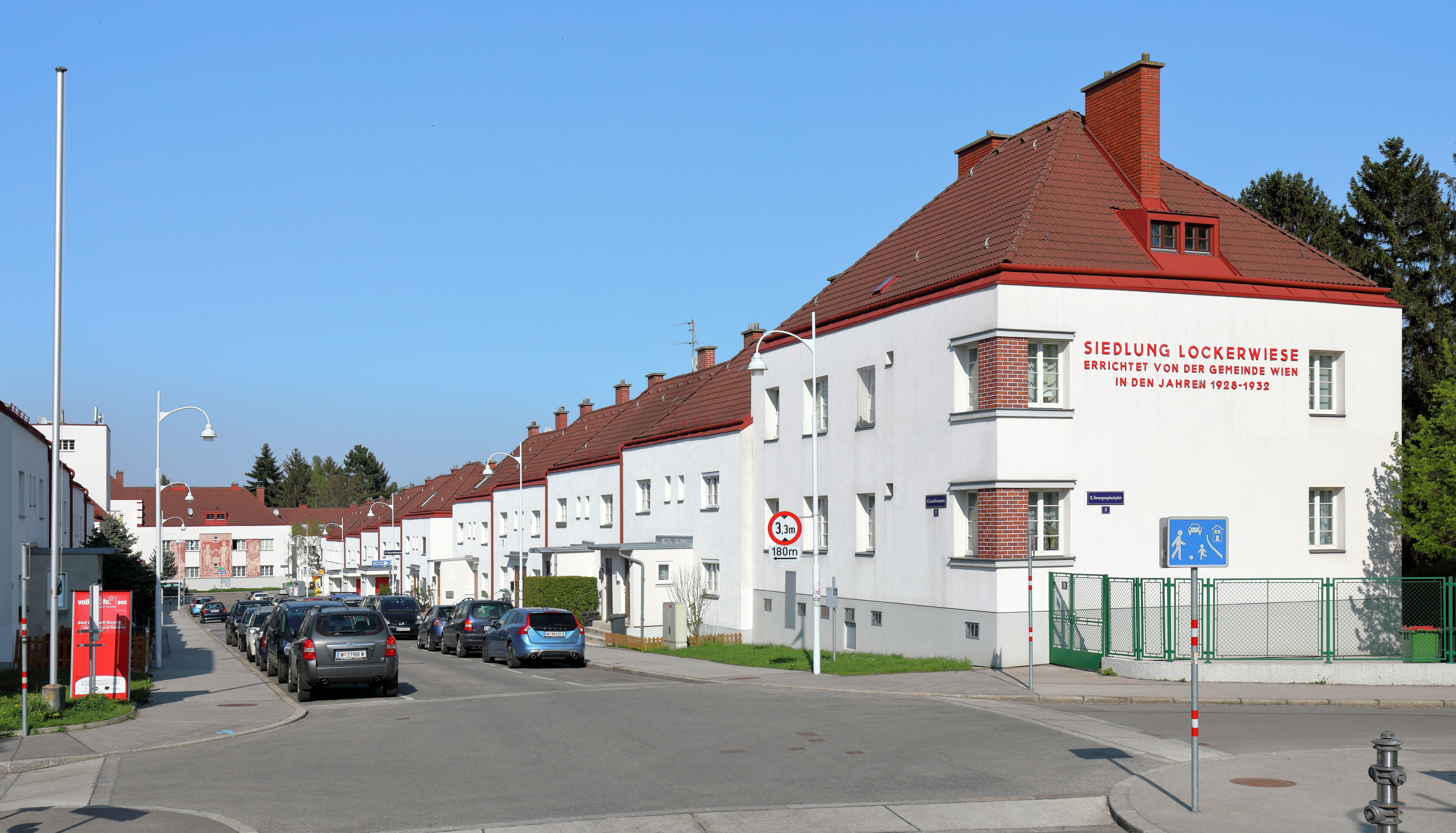
Wohnsiedlung Lockerwiese

Die Wohnsiedlung Lockerwiese mit rund 780 Wohneinheiten wurde ab 1928 von der Wiener Stadtverwaltung unter Bürgermeister Karl Seitz errichtet. Vom Lainzer Ortszentrum aus gesehen ist sie im Vorfeld des Geriatriezentrums unmittelbar westlich der Verbindungsbahn gelegen.
Geriatriezentrum Am Wienerwald
Das kommunale Geriatriezentrum Am Wienerwald (ehemals Pflegeheim Lainz, zuvor Versorgungsheim) an der Wolkersbergenstraße ist das größte Pflegeheim Österreichs. Es liegt am Fuße des Hörndlwaldes, eines Teils des Wienerwaldes, und wurde 1902–1904 unter Bürgermeister Karl Lueger als weitläufige Anlage mit 18 Pavillons und zweitürmiger Anstaltskirche in Gartenstadt ähnlichem Charakter erbaut. Kontrolldefizite führten zu Pflegeskandalen, die auch auf die Größe der Institution zurückgeführt wurden. Die Stadtverwaltung hat daher entschieden, die Einrichtung bis 2015 schrittweise zu schließen und die Bewohner in kleinere Einrichtungen zu übersiedeln. Über die Nachnutzung der denkmalgeschützten Bauten gibt es noch keine Einigung.
Krankenhaus Hietzing
Das südlich angrenzende kommunale Krankenhaus Hietzing, ebenfalls an der Wolkersbergenstraße,  wurde 1913 als damals größtes Krankenhaus Wiens eröffnet, ist heute das älteste Spital und mit 2.800 Mitarbeitern und 18 Abteilungen das zweitgrößte der Stadt. Bei einer Mordserie in den Jahren von 1983 bis 1989 starben 42 Menschen (siehe „Todesengel von Lainz“). Nach diesem Skandal wurde das Spital nicht mehr nach Lainz, sondern nach Hietzing benannt, doch ist es Vielen nach wie vor als Lainzer Spital geläufig.
In Lainz sind mehrere Bereiche von der Stadt Wien als bauliche Schutzzone definiert: der Ortskern an der Lainzer Straße rund um die ehemalige Pfarrkirche, die Siedlung Küniglberg, die Siedlung Lockerwiese und die Werkbundsiedlung.

## Kultur, Wissenschaft

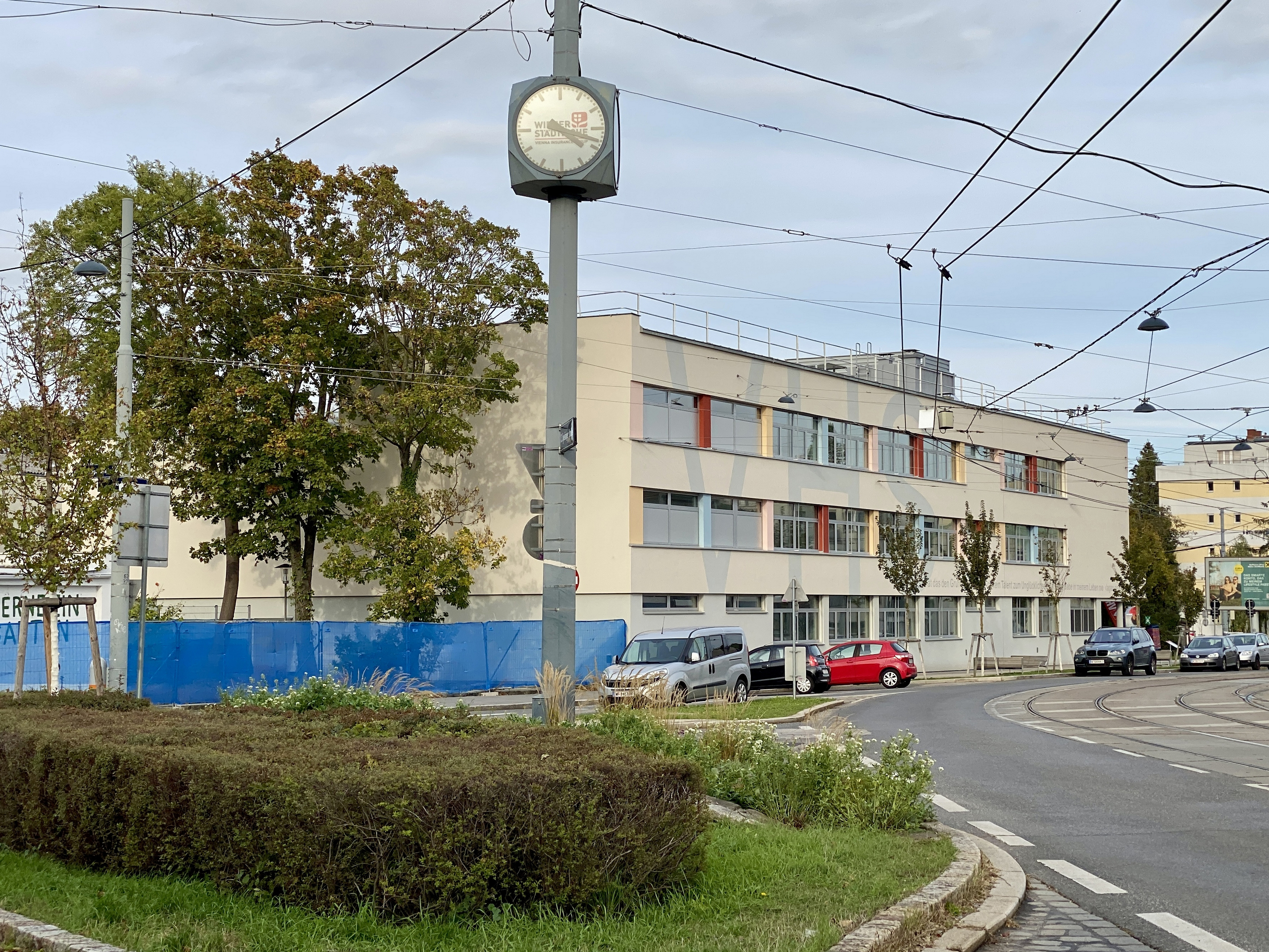
Volkshochschule Hietzing

Da sich diese Themen kaum auf die einstigen Ortsgrenzen beschränken lassen, siehe dazu die entsprechenden Abschnitte im Text über Hietzing.
Trotz der früher agrarisch-gewerblich geprägten Ortsstruktur haben sich in Lainz zahlreiche kulturelle und wissenschaftliche Aktivitäten und Persönlichkeiten entwickelt. Dazu trug wohl die relative Nähe zum kaiserlichen Schloss Schönbrunn bei, vor allem aber das einst hier gegründete Jesuitenkolleg sowie sehr aktive kirchliche Strukturen und im „Roten Wien“ der Schulreformer Otto Glöckel.
Unter den Wissenschaftern des Exerzitien- und Bildungshauses der Jesuiten sind unter anderem die Patres Reinhold Ettel und Johannes Schasching anzuführen. Dieser baute die Katholische Sozialakademie auf, die später mit der CS-Ordensschwester Hildegard Teuschl der österreichischen Hospizbewegung zum Start verhalf. Das bis 1987 in Unter-St.-Veit, nördlich von Lainz, errichtete Don-Bosco-Haus konzentrierte sich auf werktätige Jugendliche und baute einen entwicklungspolitischen Schwerpunkt mit Jugend, eine Welt auf. Die Einrichtung wurde 2022 geschlossen. Klassische Erwachsenenbildung und Theater erhielten mit der  Volkshochschule Hietzing an der Hofwiesengasse in Speising (deren nördlicher Teil noch zu Lainz zählt) neue Impulse.
In der Architektur entstand um 1930 in der Werkbundsiedlung eine international beachtete Zusammenfassung wesentlicher kleinteiliger Wohnformen der damaligen Zeit.
In den 1970er Jahren wurde das ORF-Zentrum, die größte „Medienmaschine“ Österreichs, gebaut.

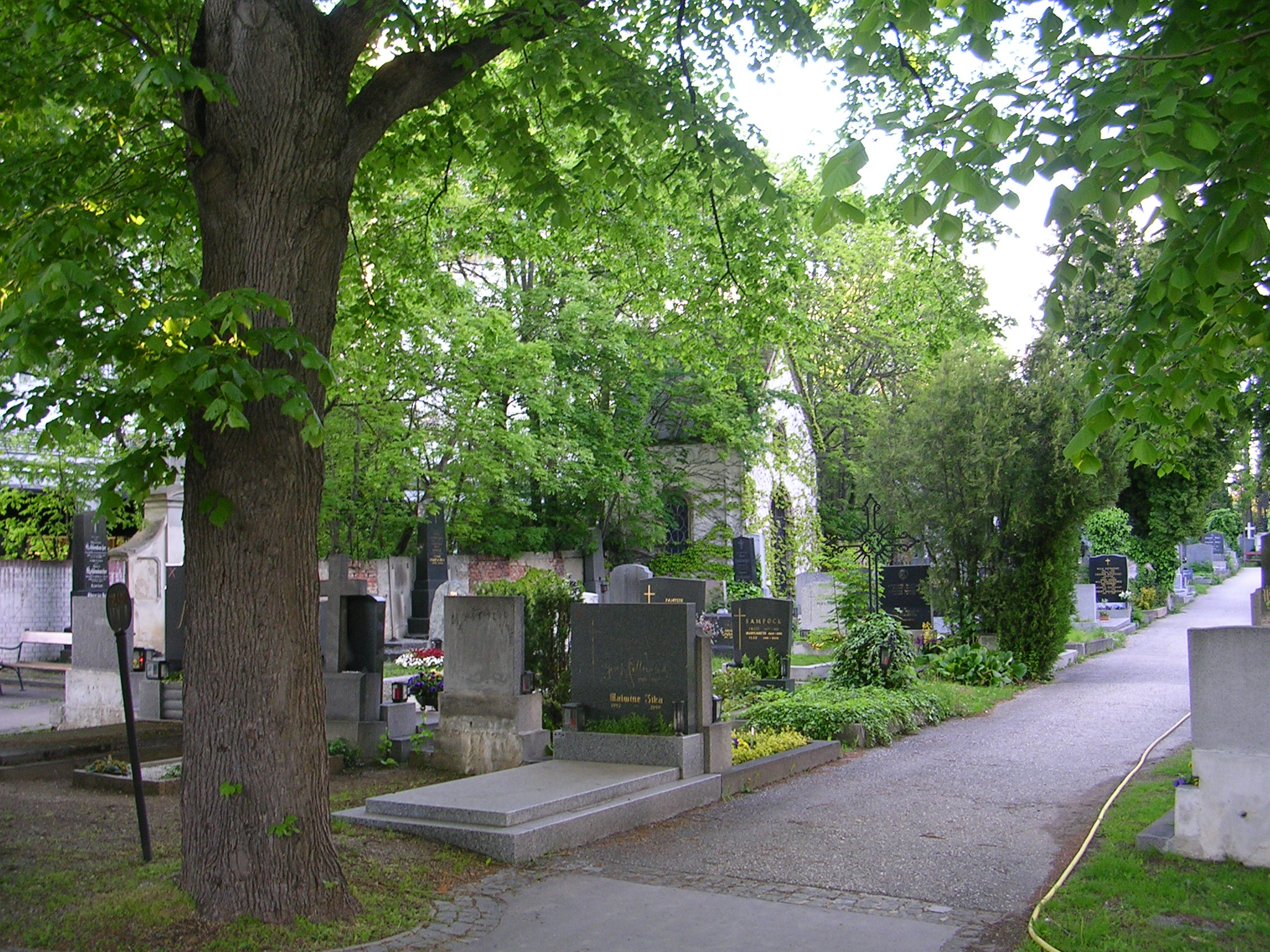
Lainzer Friedhof

In den Naturwissenschaften erhielt Lainz unter anderem durch den Lainzer Tiergarten starke Impulse, die sich besonders in Biologie und im Forstwesen niederschlagen, oder in zahlreichen Ausstellungen im Architekturjuwel der im Tiergarten gelegenen Hermesvilla.
In der Archäologie ist der in Bezirksmitte liegende Rote Berg mit zahlreichen Funden und Artefakten aus der Vorzeit erwähnenswert, und auch geologisch ist die so genannte Klippenzone eine Fundgrube für aufmerksame Besucher der zahlreichen Stadtwanderwege. Interessante Gesteinsproben finden sich auch an anderen Bergen und Hügeln am Rande des Wiener Beckens, beispielsweise am Nikolaiberg und Kaltbründlberg – dem mit 508 Metern zweithöchsten Erhebung im Lainzer Tiergarten. Den schönsten Blick auf die Westhälfte Wiens bzw. auf Lainz hat man vom 434 Meter über dem Meer gelegenen Wienerblick nahe dem Ostrand des Tiergartens.
Im Gebiet von Lainz wurden bei Bauarbeiten unter der Erdoberfläche vulkanische Gesteine (Pikrite, Tuffe) beobachtet. Die Vulkane, durch die diese Gesteine entstanden, dürften im Miozän vor ungefähr 12 Millionen Jahren aktiv gewesen sein. An den Gesteinen wurden Bohrlöcher von Meermuscheln beobachtet.

## Persönlichkeiten
Zu den Persönlichkeiten des Bezirksteils zählen die Bundeskanzler Josef Klaus und Wolfgang Schüssel, der Arbeiterkämpfer Fritz Jensen, Nationalratspräsident und Universitätsprofessor Andreas Khol und der Rollstuhltennisspieler Nico Langmann. Unter den Persönlichkeiten der Kunst, die zu Lainz Bezug haben, sind noch zu erwähnen: die Dynastie der Gemäldegalerie Otto, der Komponist Gerald Spitzner sowie der Hornist Josef Schantl, auf den die Gründung der bis heute aktiven Lainzer Jagdmusik zurückgeht.